# اچ‌ام‌اس اسپیت‌فایر (۱۸۹۵)
اچ‌ام‌اس اسپیت‌فایر (۱۸۹۵) (به انگلیسی: HMS Spitfire (1895)) یک کشتی بود. این کشتی در سال ۱۸۹۵ ساخته شد.